# Ewen McKenzie
Ewen James Andrew McKenzie (Melbourne, 21 de junio de 1965) es un entrenador y exrugbista australiano que se desempeñaba como pilar. Fue internacional con los Wallabies en los años 1990, su técnico en los años 2010 y se consagró campeón del mundo en Inglaterra 1991.

## Carrera
Se crio en Queensland y Francia, por lo que debutó en primera con el Paris Université Club en 1982 y jugó allí hasta 1984.
Regresó a Australia y se unió primero a los Melbourne Harlequins y finalmente al Randwick DRUFC. En 1987 fue seleccionado a los New South Wales Waratahs, un combinado provincial, y jugó con ellos 37 partidos hasta 1995.
En 1993 fue invitado a los Barbarians en dos ocasiones, jugando con Neil Back, Eric Elwood, Scott Hastings y Olivier Roumat, para jugar ante los Leicester Tigers y los All Blacks.
En 1996 se convirtió en profesional, siendo contratado por los Brumbies para dos temporadas y se retiró en la final del Súper Rugby 1997; que perdieron frente a los Blues neozelandeses.

## Selección nacional
En 1990 Bob Dwyer lo convocó a los Wallabies para una serie contra Francia y debutó tres partidos Sydney durante el primero de  contra Nuova Zelanda en la Copa Bledisloe de ese año. Titular permanente, tanto que se convirtió en el pilar australiano con más apariciones internacionales, McKenzie también fue convocado para la Coppa del Mondo di rugby 1995 en Sudáfrica, donde, sin embargo, Australia paró en cuartos de final.
Posteriormente, estuvo presente en la selección que participó en la  1991 en Inglaterra : saltó al campo en cinco partidos de este torneo, incluida la final ganada 12-6 en Twickenham ante los anfitriones ingleses que graduaron a los Wallabies campeones del mundo.
Tras retirarse se unió al cuerpo técnico de los Wallabies, primero con Rod Macqueen (con quien ganó la Coppa del Mondo 1999 de Gales de 1999) y luego con Eddie Jones (con quien llegó a la final de la Coppa del Mondo di rugby 2003 en Australia). en 2004 fue fichado por la franquicia de Sydney de los Waratahs, formación a la que logró llevar a la final del Super Rugby en 2005 y 2008 (en ambos casos derrotados por los Crusaders) y a la semifinal de 2006 (eliminados por los Hurricanes).
Exonerado en 2008 porque su juego fue juzgado "demasiado conservador" a pesar de los resultados obtenidos en el campo, asumió, junto con el francés Christophe Dominici, el banquillo del Stade français dejado vacante por Fabien Galthié; sin embargo, la sociedad duró solo una temporada, pues ya al inicio del campeonato 2009-10, la pareja McKenzie-Dominici fue despedida por el presidente del club parisino Max Guazzini ; La despedida de McKenzie fue muy controvertida, con acusaciones contra Guazzini de administrar un club únicamente desde el punto de vista comercial sin tener en cuenta los aspectos técnicos.
De vuelta en Australia, el manager de la unión de rugby de Queensland, Rod McCall, excompañero de McKenzie tanto en el equipo estatal como en los Wallabies, le confió la gestión de la franquicia profesional de los Reds, conducida en el Super 14 de 2010 en el quinto puesto de la general, en a solo tres puntos de los play-offs ; la temporada siguiente, McKenzie llevó al equipo a una victoria final en Super Rugby, su primera como profesional.
Tras la renuncia de Robbie Deans al banco de entrenadores de Australia tras la derrota en la serie ante los British Lions en 2013; A McKenzie se le ofreció el trabajo de dirigir la selección nacional sin embargo, después de solo 15 meses, En 2014 debió renunciar al seleccionado tras un escándalo extramarital. renunció al cargo debido a una controversia que involucró a algunos jugadores y el papel del entrenador del equipo que había elegido.